# La Nhữ Tài
La Nhữ Tài (giản thể: 罗汝才; phồn thể: 羅汝才; bính âm: Luó Rǔcái, ? – 1642), xước hiệu là "Tào Tháo", người Duyên An, Thiểm Tây, thủ lĩnh khởi nghĩa nông dân cuối đời Minh, từng tham gia Đại hội Huỳnh Dương, về sau bị Lý Tự Thành sát hại.

## Quá trình hoạt động
Cuối đời nhà Minh, thiên tai kéo dài, quan lại tham nhũng. Năm Sùng Trinh đầu tiên (1628), phong trào khởi nghĩa nông dân bùng nổ ở Thiểm Bắc, La Nhữ Tài tham gia nghĩa quân.
Năm thứ 4 (1631), ông được biết đến là thủ lĩnh một cánh quân dưới sự chỉ huy của minh chủ Vương Tự Dụng hoạt động ở Sơn Tây.
Mùa đông năm thứ 6 (1633), nhóm Cao Nghênh Tường, Trương Hiến Trung, Lý Tự Thành, La Nhữ Tài vượt qua huyện Mẫn Trì đột phá phòng tuyến Hoàng Hà, dời đến tây bộ Hà Nam.
Trong khoảng tháng 5, 6 năm thứ 7 (1634), Nhữ Tài nằm trong số các thủ lĩnh bị quan quân của Trần Kỳ Du vây chặt ở Xa Tương Hạp thuộc huyện Hưng An (nay là An Khang, Thiểm Tây). Nghĩa quân trá hàng, đột vây.
Mùa xuân năm thứ 8 (1635), ông là một trong 13 thủ lĩnh tham gia Đại hội Huỳnh Dương.
Năm thứ 11 (1638), nghĩa quân bị quan quân của Hồng Thừa Trù bức bách, cùng nhóm Trương Hiến Trung dưới chiêu bài "thụ phủ" (chấp nhận đầu hàng), nuôi quân chứa lương, chờ đợi thời cơ quật khởi. Năm sau (1639), Trương Hiến Trung lại nổi dậy, Nhữ Tài đang đồn trú ở huyện Vân, lập tức hưởng ứng.
Năm thứ 13 (1640), ông tiến vào Vu Sơn, bị Tứ Xuyên nữ tổng binh Tần Lương Ngọc ngăn trở, bèn quay sang tấn công Quỳ Châu, lại bị Tần Lương Ngọc đuổi theo. Không lâu sau, nghĩa quân bị thổ quân của Tần Lương Ngọc tập kích ở Mã Gia Trại, tướng lĩnh "Đông Sơn hổ" bị giết, tổn thất hơn 600 người. Thổ quân thừa thắng liên tiếp đánh bại nghĩa quân tại Đàm Gia Bình, Tiên Tự Lĩnh, lấy đi cờ soái của La Nhữ Tài, bắt sống phó thủ lĩnh Tháp Thiên. Ông đành bỏ chạy. Tháng 7, Nhữ Tài hội quân với Trương Hiến Trung ở Tứ Xuyên.
Năm thứ 14 (1641), vì bất đồng ý kiến với Trương Hiến Trung, ông đưa quân đến liên kết với Lý Tự Thành. Khi cướp phá thành trì, Lý lấy 6 phần, La lấy 4 phần. Tự Thành đặt hiệu cho ông là "Đại thiên Phủ dân Uy đức Đại tướng quân".
Tháng 5 năm thứ 15 (1642), liên quân Lý – La vây đánh Khai Phong, hơn 20 ngày không hạ được. Tháng 9, họ quay lại đón đánh viện quân của Tôn Truyện Đình. Lý Tự Thành bày trận ở Giảng Vũ trường ở phía đông thành huyện Giáp, Nhữ Tài đóng quân trong rừng tùng bên ngoài chùa Hương Sơn, kết thành thế ỷ giốc. Tự Thành trá bại bỏ chạy, vất lại rất nhiều quân nhu. Quan quân đang lúc đói kém, giành giật lẫn nhau, rối loạn đội ngũ. Nhữ Tài xông ra đón đánh, Tự Thành cũng quay lại, hai mặt giáp kích, đánh cho quan quân đại bại.

## Cái chết
Lý Tự Thành sinh hoạt khắc khổ giản dị, sử chép "không thích tửu sắc, ăn uống qua loa, cùng bộ hạ đồng cam cộng khổ" . Còn La Nhữ Tài ham tiền hiếu sắc, thê thiếp thành bầy, mang theo trong quân, bày đủ trò vui chơi tiêu khiển, Lý Tự Thành ghét lắm, đâm ra nghị kỵ, rồi giết chết ông .
Bành Tôn Di - Bình khấu chí kể rằng: sau khi Nhữ Tài bị giết, quân đội của ông huyên náo, Tự Thành đưa đại quân đến trấn áp, 7 ngày mới xong. Nhóm Dương Thừa Tổ, Vương Long không phục, đưa quân bản bộ đến hàng Thiểm Tây tổng đốc Tôn Truyện Đình.

## Giai thoại liên quan: Phượng Dương Hoa Cổ
Nghĩa quân chiếm được Phượng Dương, không chuyện xấu xa nào không làm. La Nhữ Tài cưỡng bức một thiếu nữ nhà lành là Chu Trinh Nương. Sau khi nghĩa quân rời đi, cha của Trinh Nương lấy cớ gia đình thư hương, ép nàng tự sát. Trinh Nương không chịu, bỏ trốn. Nàng không biết làm gì, đành dùng một cái trống nhỏ vừa vỗ vừa hát mà ăn xin. Trinh Nương kiếm được kha khá, sẵn lòng chu cấp cho những kẻ ăn xin khác, dần trở thành thủ lĩnh trong nhóm. Sau này gặp lại, La Nhữ Tài muốn nối lại tình xưa, Trinh Nương vờ đồng ý, trong lúc hắn không đề phòng, rút dao đâm vào mắt của Nhữ Tài. Hắn điên cuồng giết chết Trinh Nương.
Chu Trinh Nương được xem là tổ của Phượng Dương Hoa Cổ, một hình thái của khúc nghệ Trung Quốc, còn gọi là Song điều cổ.